# DR 751 bis 754
Die Triebwagen 751–754 sind eine von der Deutsche Werke Kiel AG (DWK) an die Deutsche Reichsbahn gelieferte Triebwagenbaureihe und sind die einzigen von der Staatsbahn im Neubauzustand übernommenen Fahrzeuge des Herstellers. Sie entsprechen wie der später zur Staatsbahn gelangte DRG 750 der DWK-Baureihe Typ V, die die Bezeichnung Kommissbrot im Volksmund erhielt. Alle Fahrzeuge der Serie waren nach 1946 noch im Einsatz und wurden mit teilweise umfangreichen Umbauten bei Privatbahnen weiterbetrieben. Obwohl sich die Fahrzeuge bis in die 1970er Jahre im Betriebsdienst behaupten konnten, blieb dennoch kein Exemplar der Baureihe erhalten.

## Geschichte
Die Fahrzeuge entsprachen der Typenreihe V der Deutschen Werke Kiel und waren die einzigen des Herstellers, die von der Staatsbahn im Auslieferungszustand übernommen wurden. Die Wagen trugen zur Ablieferung die Bezeichnung 101 Altona (751) und 102 Altona (752) sowie 101 Stettin (753) und 102 Stettin (754). Eingesetzt waren die Fahrzeuge bei dem Bahnbetriebswerk Husum und dem Bahnbetriebswerk Neustrelitz. Der Wagen 751 war eingehenden Versuchen bei der LVA Grunewald unterzogen worden. Dabei wurde ein Brennstoffverbrauch von 300 g/PSh bei 120–150 PS Leistung sowie 500 g/PSh im Teillastbereich (40 PS) ermittelt.
Seit 1935 waren die Fahrzeuge im Bahnbetriebswerk Husum konzentriert und bedienten alle von dort abgehenden Nebenstrecken. Während des Krieges waren die Fahrzeuge im Einsatz. Fast regelmäßig wurde ein Beiwagen mitgeführt, mehrmals ein Post- oder ein Viehwagen. Nach Literaturangaben legten alle vier Fahrzeuge von Indienststellung an bis zum Stichtag 15. März 1938 etwa 900.000 Kilometer zurück. Aufgeschlüsselt auf die einzelnen Fahrzeuge ergibt sich für die einzelnen Fahrzeuge folgende Jahresleistungen: 751 57.000 Kilometer, 752 78.700 Kilometer, 753 66.200 Kilometer und 754 74.300 Kilometer. Dabei muss berücksichtigt werden, dass mit der ursprünglichen Maschinenanlage erhebliche Schwierigkeiten bestanden, die mehrmalige Motorwechsel nötig machten.
Nach 1946 waren alle Fahrzeuge im Bereich der späteren Deutschen Bundesbahn und bekamen dort die Bezeichnungen VT 85 901–904. Ende der 1940er Jahre war mit dem VT 85 902 der erste der Reihe aus dem Bestand ausgeschieden. Um 1952 wurden die restlichen Fahrzeuge bei der DB ausgemustert und für den Betrieb auf Privatbahnen beim Niedersächsischen Landeseisenbahnamt oder im Bauzugdienst umgerüstet.
Heute existieren von den Fahrzeugen nur noch Fotos. Vom 754 existiert ein Modell aus dem Zustand der DRG.

### Niederweserbahn T 157
Der VT 85 901 lief nach seinem Umbau bei der Niederweserbahn als T 157 bis zu deren Einstellung im Jahr 1964. Danach verkehrte er bei den Verkehrsbetrieben Grafschaft Hoya als T3. Nach der Einstellung des Personenverkehrs im Jahr 1972 gelangte das Fahrzeug noch zu der Stoomtram-Museumsbahn in den Niederlanden, wo er 1974 nach einem Unfall verschrottet wurde.

### Steinhuder Meer-Bahn T 58
Den interessantesten Umbau bei den Privatbahnen erfuhr der VT 85 902, der als Schmalspurtriebwagen für 1000 mm Spurweite umgebaut wurde und auf der Steinhuder Meer-Bahn als T 58 eingesetzt wurde. Das Fahrzeug hatte für den Betrieb auf der Schmalspurbahn eine Mittelpufferkupplung erhalten, der Wagenkasten war für den Betrieb auf der Schmalspurbahn abgesenkt worden, und außerdem hatte er Räder mit einem Durchmesser von 750 mm erhalten. Dieser Wagen diente bis 1964 im Personenverkehr bei der Kleinbahn, gelegentlich wurde er als Schlepptriebwagen im Güterverkehr verwendet. 1970 wurde das Fahrzeug abgestellt und 1972 verschrottet.

### Kleinbahn Ihrhove–Westrhauderfehn T 159
Der VT 85 903 fuhr nach seinem Umbau auf der Kleinbahn Ihrhove–Westrhauderfehn unter der Bezeichnung T 159. Nach der Betriebsstilllegung dort gelangte er zu der Wittlager Kreisbahn und erhielt dabei die Bezeichnung T1II. Nachdem eine Antriebseinheit bei ihm schadhaft geworden war, verkehrte der Triebwagen ab 1967 mit nur noch einer Antriebsanlage. Bei der Gesellschaft wurde er auch 1969 abgestellt und nach einem Brand 1973 verschrottet.

### Bauzugdienst
Im Bauzugdienst endete der Triebwagen VT 85 904. Dieser war in den 1950er Jahren als Bauzugwagen umgebaut und war noch 1973 in einem Gleislager in Darmstadt nachgewiesen. Der weitere Verbleib des Wagens ist nicht bekannt.

## Konstruktive Merkmale
Das 17.100 mm lange Untergestell trug das Kastengerippe, welches mit zwei Millimeter starken Blechen verkleidet war. Sämtliche Blechverbindungen waren noch genietet. Die Innengestaltung wurde aus Sperrholz ausgeführt. Ebenso wurde die Innenhaut des Daches aus Sperrholz gestaltet. Die Inneneinrichtung wurde mehrfach mit Trennwänden umgestaltet, was in der unterschiedlichen Sitzplatzzahl zum Ausdruck kommt. Die Fahrzeuge hatten die 2. bis 4. Wagenklasse. Neben einem Abort besaßen die Fahrzeuge noch ein verschließbares Postabteil, jedoch keinen Gepäckraum.
Die benzol-mechanische Maschinenanlage war in einem Maschinentragrahmen gelagert, der in den Pfannen des Drehgestellrahmens gelagert wurde. Dadurch konnte zum einen eine einseitige Belastung eines Drehgestelles vermieden werden, es ergab sich eine günstige Belastung der inneren Antriebsachsen, und außerdem war die gesamte Antriebsanlage nach dem Anheben des Wagenkastens frei zugänglich, was die Instandhaltung wesentlich erleichterte. Im Anlieferungszustand wurden die Fahrzeuge von einem wassergekühlten Sechs-Zylinder-Viertakt-Benzinmotor der DWK angetrieben. Er ragte teilweise in den Fahrgastraum hinein und wurde durch eine Sitzbank abgedeckt. Dieser Motor gab sein Drehmoment an ein mechanisches Viergang-Getriebe der Bauart TAG alt weiter, welches noch durch Zahnrad-Verschiebung geschaltet wurde. Die Kupplung wurde mit Fußbetätigung bedient. Die Kraftübertragung auf die Antriebsräder wurde mit Gelenkwellen realisiert. Das alte Getriebe aus der Fertigung der DWK wurde bald gegen ein pneumatisch schaltbares TAG-Getriebe ausgetauscht, wobei die Antriebskonfiguration belassen wurde.
Bei den späteren Umbauten für Privatbahnen wurde die gesamte Maschinenanlage einschließlich des Tragrahmens getauscht. Die Fahrzeuge erhielten zwei Maschinenanlagen mit Dieselmotor, die einzeln in dem jeweiligen Drehgestell unter dem Wagenfußboden untergebracht waren. Die Kraftübertragung auf das jeweilige Antriebsrad wurde mit je einem Mylius-Getriebe realisiert. Beim Umbau für die Privatbahnen wurde die Stirnfront geändert; anstatt der bisherigen drei Stirnfenster erhielten die Fahrzeuge eine durchgehende Frontscheibe. Ebenso wurden die Dachkühler entfernt, die Fahrzeuge erhielten im Innenraum kunstlederbezogene Sitzplätze und eine von dem Antriebsmotor unabhängige Fahrgastraumbeheizung.